# Îlot du Rendez-Vous
Pour les articles homonymes, voir Rendez-vous.
L'îlot du Rendez-Vous est un îlot au nord-ouest de l'archipel des Kerguelen et le point le plus septentrional de cet archipel. Il fait partie des îles Nuageuses mais est assez éloigné des autres îles (13 km au nord de l'île du Roland).
Son altitude maximale est de 91 m.
Son nom lui fut donné par Yves Joseph de Kerguelen de Trémarec le 16 décembre 1773 lors de sa seconde expédition australe : « cette petite isle qui n'est qu'une roche, nous servait de rendez-vous ou de point de ralliement » pour les deux navires de son expédition(il n'avait pas réussi à retrouver son second navire, le Gros Ventre lors de la première expédition). L'îlot connu plusieurs dénominations dans les années qui suivirent : Point de Reconnaissance (le Paute d'Agelet, 1783), L'Oiseau (carte dite de la Dauphine, 1774, L'Oiseau était le nom d'un des bateaux de la seconde expédition menée par Yves de Kerguelen), île de Réunion (carte dite des États-Majors, 1774). James Cook le nomma Bligh's Cap (carte de Cook, 1784) du nom de son second, William Bligh, connu pour avoir ensuite commandé le HMS Bounty. C'est lui qui dessina la carte manuscrite de la côte de l'archipel des Kerguelen relevée par Cook. À la suite d'une erreur, le nom devint Cap Bligh sur la traduction française de la carte de Cook l'année suivante avec la confusion entre les mots anglais cape (cap) et cap (chapeau) que Cook avait donné à l'îlot pour sa forme ronde et élevée. Cette erreur fut rectifiée et le nom retraduit en Bonnet de Bligh (Annales Hydrographiques, 1874). Son nom d'origine lui fut redonné dans les années 1960 (Ilot du Rendez-Vous : carte de la Marine no 5748, 1961).